# NGC 1151
NGC 1151 este o galaxie eliptică situată în constelația Eridanul. A fost descoperită în 31 decembrie 1885 de către Francis Leavenworth.